# Stanton-on-the-Wolds
 (juillet 2023).
Stanton-on-the-Wolds est une paroisse civile et un village du Nottinghamshire, en Angleterre.